# 엔포스 700

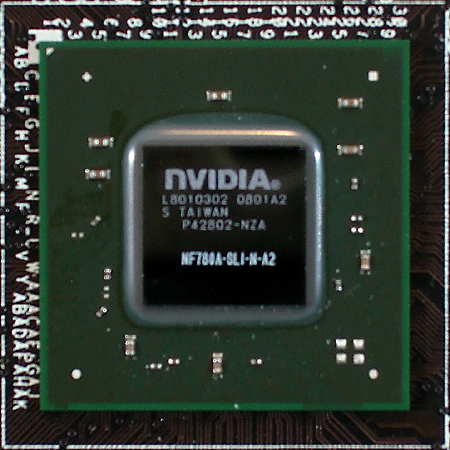
엔포스 780a SLI

엔포스 700(nForce 700)은 엔비디아가 2007년 12월에 처음 출시한 칩셋 시리즈이다. 이 시리즈는 인텔 코어 2 및 AMD 페넘 프로세서를 모두 지원하며, 엔포스 600 시리즈 칩셋을 대체한다. AMD 프로세서용 코드명 MCP72와 인텔 프로세서용 C72를 포함한 여러 제품이 출시되었으며, 각각 "엔포스 780a" 및 "엔포스 780i" 칩셋으로 출시되었다. 현재 출시된 변형은 750i, 780i, 790i, 790i 울트라이다.

## AMD 칩셋
메모리 컨트롤러는 CPU에 내장되어 있으며, 지원되는 메모리 유형은 사용된 CPU와 소켓에 따라 달라진다. 따라서 여기에 지원되는 메모리 유형은 나열되어 있지 않다.

### 엔포스 780a SLI
- 코드명 MCP72XE
- 메인보드 GPU (mGPU): 지포스 8200
  - DirectX 10 호환
  - 퓨어비디오 HD
- 엔포스 200 PCI-E 브리지 (이전 코드명 BR-04) 추가
  - PCI-E 인터페이스를 사용하는 4.5 GT/s 독점 버스를 통해 노스브리지에 연결
  - PCI-E 2.0 지원[1]
- 트리플 SLI
  - 슬롯 1: 엔포스 200의 풀스피드 PCI 익스프레스 2.0 ×16 슬롯
  - 슬롯 2: 엔포스 200의 풀스피드 PCI 익스프레스 2.0 ×8 슬롯
  - 슬롯 3: 엔포스 200의 풀스피드 PCI 익스프레스 2.0 ×8 슬롯
- 하이브리드 SLI
  - 지포스 부스트
  - 하이브리드 파워
- HT 3.0 지원

### 엔포스 750a
- 코드명 MCP72P
- 메인보드 GPU (mGPU): 지포스 8200
  - DirectX 10 호환
  - 퓨어비디오 HD
- PCI-E 2.0 지원
- SLI
- 하이브리드 SLI
  - 지포스 부스트
  - 하이브리드 파워
- HT 3.0 지원

### 엔포스 725a
- 코드명 MCP78U
- 메인보드 GPU (mGPU): 지포스 8300[2]
  - DirectX 10 호환
  - 퓨어비디오 HD
  - DTS-HD 및 돌비 트루HD 7.1채널 서라운드 사운드 지원 (이전 루머, 미구현)[3]
- PCI-E 2.0 지원
- 하이브리드 SLI
  - 지포스 부스트
  - 하이브리드 파워
- HT 3.0 지원

### 엔포스 720a
- 코드명 MCP78S
- 메인보드 GPU (mGPU): 지포스 8200
  - DirectX 10 호환
  - 퓨어비디오 HD
  - DTS-HD 및 돌비 트루HD 7.1채널 서라운드 사운드 지원 (이전 루머, 미구현)[3]
- PCI-E 2.0 지원
- 하이브리드 SLI
  - 지포스 부스트
  - 하이브리드 파워
- HT 3.0 지원
- 최대 2개의 디스플레이 모니터 연결
  - 디스플레이포트, HDMI, DVI 또는 D-sub를 통해

## 인텔 칩셋

### 엔포스 7xx
엔포스 780i 및 750i 칩셋은 4.5 GT/s 독점 버스를 통해 노스브리지에 연결된 엔포스 200 PCI-E 브리지(이전 코드명 BR-04)를 특징으로 한다. 이 브리지의 기능은 노스브리지의 PCI-E 2.0 지원 부족을 보완하는 것이다.
|               | 엔포스 790i 울트라           | 엔포스 790i                                                    | 엔포스 780i                                                                     | 엔포스 750i                |
| ------------- | ---------------------------- | -------------------------------------------------------------- | ------------------------------------------------------------------------------- | -------------------------- |
| 코드명        | C73XE                        | C73P                                                           | C72XE                                                                           | C72P                       |
| FSB           | 1600 MHz                     | 1600 MHz                                                       | 1333 MHz                                                                        | 1333 MHz                   |
| 프로세서 지원 | 45 nm 페넘                   | 45 nm 페넘                                                     | 45 nm 페넘                                                                      | 45 nm 페넘                 |
| RAM 지원      | DDR3-2000 SLI 메모리         | DDR3-2000 SLI 메모리                                           | DDR2-1200 SLI 메모리                                                            | DDR2-1200                  |
| 최대 RAM      | 8 GB                         | 8 GB                                                           | 8 GB                                                                            | 8 GB                       |
| SLI           | 트리플 SLI                   | 트리플 SLI                                                     | 트리플 SLI                                                                      | 듀얼 SLI                   |
| SLI 슬롯 1    | PCI-E 2.0 ×16 (노스브리지)   | PCI-E 2.0 ×16 (노스브리지)                                     | PCI-E 2.0 ×16 (노스브리지)                                                      | PCI-E 2.0 ×16 (노스브리지) |
| SLI 슬롯 2    | PCI-E 1.0 ×16 (사우스브리지) | PCI-E 1.0 ×16 (사우스브리지)                                   | PCI-E 1.0 ×16 (사우스브리지)                                                    | PCI-E 2.0 ×16 (노스브리지) |
| SLI 슬롯 3    | PCI-E 2.0 ×16 (노스브리지)   | PCI-E 2.0 ×16 (노스브리지)                                     | PCI-E 2.0 ×16 (노스브리지)                                                      | 해당 없음                  |
| 비고          | 메모리 오버클럭이 더 쉬움    | 특수 GPU 라우팅 (PWShort); 이전 모델보다 오버클럭이 훨씬 잘됨. | 이전 모델인 엔포스 680i SLI와 유사한 레이아웃 공유; 노스브리지 작동 시 48W 소모 |                            |

### MCP7A
- 세 가지 버전:
  - MCP7A-U
  - MCP7A-S
  - MCP7A-H (IGP 및 하이브리드 SLI 없음)
- 메인보드 GPU (mGPU)
  - DirectX 10 호환
  - 퓨어비디오 HD
- 하나의 PCI-E 2.0 x16 슬롯
- 하이브리드 SLI
  - 지포스 부스트
  - 하이브리드 파워
- 최대 DDR2-800 듀얼 채널 메모리 지원
- 1333 MHz FSB 지원
- 최대 2개의 디스플레이 모니터 연결
  - 디스플레이포트, HDMI, DVI 또는 D-sub를 통해

## 같이 보기
- 인텔 칩셋 목록
- 엔비디아 칩셋 비교